# Гребеничек, Алоис
Алоис Гребеничек (чеш. Alois Grebeníček; 5 января 1922, Ялуби — 27 июля 2003, Прага) — чехословацкий коммунист, офицер госбезопасности, в 1945—1952 — следователь StB в Угерске-Градиште. Активный участник политических репрессий, обвинялся в применении пыток. Впоследствии занимал посты в государственном и хозяйственном аппарате. После Бархатной революции привлекался к ответственности, но был освобождён по возрасту и состоянию здоровья. Отец бывшего председателя Компартии Чехии и Моравии Мирослава Гребеничека.

## Из подполья в госбезопасность
Родился в семье мясника. После школы освоил профессию отца, работал мясником. Во время нацистской оккупации примкнул к Сопротивлению, в 1942 был арестован гестапо. Содержался в Бухенвальде и Освенциме. Впоследствии сын Гребеничека говорил, что концлагерные впечатления сильно ожесточили его отца: ради того, чтобы оккупанты больше не пришли в Чехословакию, он перенял на службе некоторые методы немецких охранников.
После освобождения в 1945 Алоис Гребеничек был награждён Чехословацким военным крестом. Вступил в правящую Коммунистическую партию Чехословакии (КПЧ). Поступил на службу органы госбезопасности. Был зачислен в звании лейтенанта на должность следователя в управление StB района Угерске-Градиште.

## Следователь
Алоис Гребеничек служил под началом известного своей жестокостью капитана Людвика Главачки. Он сыграл ключевую роль в ликвидации подпольной антикоммунистической организации Гостинские горы — проводил аресты, обыски, спецоперации — том числе столкновение 19 августа 1950, в котором был убит военный командир «Гостинских гор» Властимил Янечка. Под руководством Гребеничека были арестованы лидеры организации Йозеф Чуба, Милослав Поспишил, Владимир Райнох.
Существует ряд свидетельств о жестокости Гребеничека на допросах, избиениях и пытках электротоком. Сам Гребеничек, однако, отрицал «нарушения социалистической законности» со своей стороны. Всю ответственность за такие действия он возлагал на Главачку, которого ещё в 1956, во время прокурорского расследования, обвинял в жестокости и аморализме.
В январе 1952, вскоре после ареста Рудольфа Сланского, Алоис Гребеничек подал рапорт об увольнении из StB. Возможно, таким образом ему удалось избежать репрессий, которым подверглись в ходе процесса Сланского некоторые функционеры госбезопасности (в том числе заместитель министра национальной безопасности Карел Шваб, курировавший ликвидацию «Гостинских гор»).

## Чиновник и хозяйственник
Несколько месяцев после увольнения Алоис Гребеничек работал на сталелитейном заводе. В 1954, когда репрессии начали идти на спад, он подал заявление о возврате на службу в StB, однако принят не был.
В 1952—1954 Алоис Гребеничек был чиновником Министерства госконтроля, в 1954—1956 — секретарь национального комитета (муниципальная администрация) в Угерске-Градиште. С 1956 года — председатель кооператива (колхоза) под Старе-Место. В 1979 Гребеничек вышел на пенсию.

## Уход от ответственности
После Бархатной революции 1989 Алоис Гребеничек вместе с Людвиком Главачкой и Владимиром Завадиликом был привлечён к ответственности за репрессии и пытки в Угерске-Градиште. Гребеничек вновь повторил свои утверждения 1956 года — в том плане, что лично он не применял пыток и якобы даже старался удержать от этого Главачку.
Гребеничек и Главачка смогли избежать суда, сославшись на преклонный возраст и слабое здоровье. Только Завадилик был приговорён к двум годам заключения.

Это нельзя назвать справедливым, поскольку тандем Главачка—Гребеничек явно совершил больше преступлений, нежели Завадилик.

Скончался Алоис Гребеничек в возрасте 81 года.

## Семья
Алоис Гребеничек был женат на Божене Гребенчековой (урождённая Шкрашкова). Милослав Гребеничек — сын Алоиса Гребеничека — известный чешский политик, неоднократный депутат Федерального собрания Чехословакии и парламента Чехии. С 1993 по 2005 Милослав Гребеничек был председателем Коммунистической партии Чехии и Моравии. В своих выступлениях Гребеничек-младший склонен оправдывать отца, хотя «не берётся его судить» и признаёт преступными «жестокости 1950-х годов, совершённые группой офицеров тайной полиции в Угерске-Градиште».